# ماركوس ريفا
ماركوس ريفا (باللاتفية: Miķelis Ļaksa)‏ هو موسيقي لاتيفي، ولد في 2 أكتوبر 1986.

## وصلات خارجية
- الموقع الرسمي